# Erik Sidenius Jensen
 Der er flere personer med dette navn, se Erik Jensen.
Erik Sidenius Jensen født 4. juni 1962 er en tidligere dansk atlet som var medlem af Vidar Sønderborg, Skovbakken, Viby IF og Aarhus 1900.
Erik Sidenius Jensens træner var Erik Barslev.

## Internationale mesterskaber
- 1988 OL 110 meter hæk 5.plads i kvartsfinalen 14,04 (13,91 i inledende heat)
- 1987 VM 110 meter hæk 29.plads 14.06
- 1986 EM 110 meter hæk 24.plads 14.60

Internationale ungdomsmesterskaber
- 1981 JEM 110 meter hæk 14.plads 14,72

## Danske mesterskaber
- Guld 1990 110 meter hæk 14,33
- Guld 1990 60 meter hæk inde 7,92
- Guld 1988 110 meter hæk 13,83
- Guld 1988 60 meter hæk inde 8,05
- Guld 1987 110 meter hæk 14,61
- Guld 1987 60 meter hæk inde 8,10
- Guld 1986 110 meter hæk 14,17
- Guld 1986 60 meter hæk inde 8,15
- Guld 1985 110 meter hæk 14,56
- Guld 1985 60 meter hæk inde 7,99
- Sølv 1984 110 meter hæk 14,48
- Guld 1984 60 meter hæk inde 8,11
- Guld 1983 110 meter hæk 14,25
- Guld 1982 110 meter hæk 14,1
- Sølv 1981 110 meter hæk 14,6
- Guld 1981 60 meter hæk inde 8,3

## Danske rekorder
Seniorrekorder 
- 110 meter hæk 13.82 +1,5 1. juli 1987 NRGi Arena, Aarhus

U23-rekorder
- 110 meter hæk 14.25 23. juli 1983

Juniorrekorder
- 110 meter hæk 14.59 20. august 1981 Utrecht, Holland

## Ekstern henvisning
- DAF i tal – Erik Sidenius Jensen Arkiveret 6. juni 2007 hos  Wayback Machine
- (Webside ikke længere tilgængelig)
- Erik Jensen Biography and Olympic Results – Olympics at Sports-Reference.com Arkiveret 8. november 2012 hos  Wayback Machine

|  | Artiklen om Erik Sidenius Jensen kan blive bedre, hvis der indsættes et (bedre) billede Du kan hjælpe ved at afsøge Wikimedia Commons for et passende billede eller uploade et godt billede til Wikimedia Commons iht. de tilladte licenser og indsætte det i artiklen. |

| Atletikudøver | Spire Denne biografi om en dansk atletikudøver er en spire som bør udbygges. Du er velkommen til at hjælpe Wikipedia ved at udvide den. |